# 2011年3月9日三陆近海地震
2011年3月9日三陆近海地震是指2011年3月9日发生于日本本州岛太平洋近海的强烈地震。该次地震震中位于三陆近海（北纬38.435度，东经142.842度），震级为Mj 7.3级、MW 7.3级、Ms 7.6级，震源深度约为8－32千米。虽然本次地震是2天后2011年日本东北地方太平洋近海地震的前震，但仍被美国地质勘探局列入2011年显著地震列表中。

## 发震背景
日本列岛地处欧亚大陆板块、北美洲板块、太平洋板块和菲律宾板块四个板块的交界处，是组成环太平洋火山地震带的一部分。太平洋板块、北美洲板块和欧亚大陆板块、菲律宾板块互相碰撞，使得日本列岛逐渐从海底突起，这使得日本附近地区火山、地震等自然灾害频发。
自2011年2月中旬以来，日本三陆近海地区发生了一系列的慢地震。与此同时，3月11日主震的破裂起点附近的微弱地震的活动也在继续。这些慢地震被认为促进了巨大地震的发生。
在本次地震发生30年前，即1981年，该地区曾发生过一次7.0级的地震。根据震源机制解，该次地震是一次逆断层型地震。

## 参数测定
据日本气象厅测定，2011年3月9日三陆近海地震发生于2011年3月9日11时45分，震中位于三陆近海（距牡鹿半岛约160千米处），震级为Mj 7.3级，震源深度约为8千米。据美国地质调查局测定，该次地震震中位于北纬38.435度，东经142.842度，震级为MW 7.3级、Ms 7.3级、Me 7.2级，震源深度约为32.0千米，最大烈度为6(VI)度。中国地震台网测定的震级数值较高，为Ms 7.6级。

### 烈度分布
| 震中                                         | 38°19′41″N 143°16′41″E / 38.328°N 143.278°E | 38°26′06″N 142°50′31″E / 38.435°N 142.842°E | 38°30′N 142°51′E / 38.50°N 142.85°E |
| 震级                                         | Mj 7.3                                      | MW 7.3 Ms 7.3 Me 7.2                        | Ms 7.6                              |
| 深度                                         | 8千米                                       | 32千米                                      | 10千米                              |
| CENCUSGSJMA 各地震机构测定的本次地震震中位置 |                                             |                                             |                                     |

烈度4及以上的地区如下表所示。
| 烈度 | 都道府县 | 市区町村 |
| ---- | -------- | --- |
| 5弱  | 宮城县   | 栗原市 登米市 美里町 |
| 4    | 青森县   | 八户市 七户町 六户町 东北町 五户町 南部町 階上町 奧入瀨町 东通村                                                                                                |
| 4    | 岩手县   | 宮古市 久慈市 山田町 普代村 野田村 陸前高田市 釜石市 大槌町 盛冈市 二户市 泷泽市 一户町 八幡平市 矢巾町 紫波町 花巻市 北上市 遠野市 一关市 金崎町 平泉町 奥州市 |
| 4    | 宮城县   | 气仙沼市 加美町 色麻町 涌谷町 南三陸町 大崎市 名取市 岩沼市 藏王町 大河原町 川崎町 丸森町 仙台市宮城野区 石巻市 塩竈市 东松島市 松島町 利府町 大衡村            |
| 4    | 秋田县   | 井川町 秋田市 大仙市 |
| 4    | 山形县   | 酒田市 村山市 天童市 中山町 |
| 4    | 福島县   | 国見町 |

## 海啸
在地震发生3分钟后，日本气象厅对东北地方太平洋沿岸发布了海啸注意警报。具体发布的地域自北向南分别为青森县太平洋沿岸、岩手县、宫城县和福岛县。
根据日本气象厅的记录，海啸最先到达岩手县大船渡市沿岸，到达时间为12时03分（即震后18分钟），第一波的海啸高度为-0.13米。除此之外，在所有观测点中，观测到海啸高度最高的地点亦为大船渡市，高度为0.55米。除被发布海啸注意警报的4个地域外，北海道太平洋沿岸中部和茨城县沿岸也分别观测到了最大高度为0.3米左右和0.2米左右的海啸。北海道太平洋沿岸东部和西部、千叶县九十九里和外房和小笠原群岛也观测到了0.2米以下的海啸。

## 地震序列

### 余震
在2011年3月9日三陆近海地震发生约19个小时后，即3月10日6时23分，三陆近海地区发生了一次规模最大的余震。该次余震震级为MW 6.5级、Mj 6.8级，震源深度约为9－15千米。该次余震使得日本气象厅在24小时内再次对部分地区发布海啸注意警报。福岛县沿岸一度被认为将受到50厘米以下海啸的侵袭，但最终只观测到11厘米的海啸波。

### 与2011年日本东北地方太平洋近海地震的关联
2011年3月9日发生于三陆近海的地震被认为是2011年日本东北地方太平洋近海地震的前震。